# Sangesurer Kupfer- und Molybdänkombinat
Das Sangesurer Kupfer- und Molybdänkombinat (armenisch Զանգեզուրի պղնձամոլիբդենային կոմբինատ, Sangesuri pghndsamolibdenajin kombinat) ist ein Bergbauunternehmen in Armenien.

## Geschichte
Die ersten geologischen Untersuchungen bei Kadscharan in der Provinz Sjunik fanden 1935 statt. Der Bau des „Kadscharaner Kupfer- und Molybdänbergwerks“ begann 1940, wurde wegen des Zweiten Weltkrieges jedoch bis 1944 unterbrochen. Der Abbau von molybdänhaltigen Kupfererzen begann 1951. Mitte der 1970er Jahre wurde das Kombinat nach der Region Sangesur benannt. Nach der Unabhängigkeit Armeniens von der Sowjetunion im Jahre 1991 erfasste die tiefe Wirtschaftskrise auch das Sangesurer Kupfer- und Molybdänkombinat. Es stand bis 1994 still. 2002 erreichte die jährliche Produktion wieder 8 t Erz.

### Seit der Privatisierung 2004
Das Kombinat wurde 2004 für 132 Mio. US-Dollar privatisiert, wobei 60 % der Anteile die deutsche Cronimet Mining GmbH übernahm, während die restlichen 40 % von örtlichen Investoren erworben wurden, diese sind Pure Iron Plant (Yerevan) mit 15 %, Armenian Molybdenum Production mit 12,5 % und mit 12,5 % Zangezour Mining. Im Jahr 2020 wurde die gesamte Beteiligung von Cronimet an den Unternehmen selbst veräußert.
2005 wurden 5368 t Molybdänkonzentrat und 10517,5 t Kupferkonzentrat hergestellt. Für 2006 sind 7313 t Molybdänkonzentrat und 12398 t Kupferkonzentrat geplant. Nach eigenen Angaben plant das Kombinat, bis zum Jahresende 2008 Investitionen von insgesamt 157 Mio. US-Dollar zu tätigen und die Anzahl der Arbeitsplätze von 3000 auf 4500 zu erhöhen.
Das Sangesurer Kupfer- und Molybdänkombinat ist einer der größten Steuerzahler Armeniens (im Jahre 2005 30 Mrd. Dram, umgerechnet rund 55 Mio. Euro).